# Alfredo Espinoza Mateus
Alfredo José Espinoza Mateus SDB (ur. 22 kwietnia 1958 w Guayaquil) – ekwadorski duchowny katolicki, arcybiskup metropolita Quito i prymas Ekwadoru od 2019.

## Życiorys

### Prezbiterat
Święcenia kapłańskie otrzymał 17 grudnia 1988 w zakonie salezjanów. Był m.in. administratorem kilku placówek zakonnych, członkiem rady ekonomicznej Politechniki Salezjańskiej oraz dyrektorem domu inspektorii w Quito.

### Episkopat
20 grudnia 2013 papież Franciszek mianował go biskupem diecezji Loja. Sakry biskupiej udzielił mu 18 stycznia 2014 nuncjusz apostolski w Ekwadorze - arcybiskup Giacomo Guido Ottonello.
5 kwietnia 2019 został mianowany arcybiskupem metropolitą Quito.